# 구청장
구청장(區廳長)은 서울특별시와 광역시 및 인구 50만 이상의 시에 소속되어 있는 제1차 소속기관인 구의 행정 기관장이다. 중국에서는 구장(区长)이라 한다.

## 한국의 구청장
대한민국의 구청장은 서울을 비롯하여 인천, 대전, 광주, 대구, 울산, 부산을 외에 세종특별자치시, 충청남북도, 경기도, 전라남북도, 경상남북도, 강원도 (대한민국), 제주특별자치도 산하에 구청의 행정 기관장이다.

## 북한의 구장
신의주특별행정구의 구장은 행정 장관이다. 신의주특별행정구는 2002년전까지 평안도의 행정 구역상에 있다가, 독립하여 자체기본법이 있는 특별행정구가 되었다.

## 같이 보기
- 신의주특별행정구 행정장관
- 도지사
- 시장
- 군수

## 참고 하기
- 구청장
- 세종특별자치시와 제주특별자치도는 하위행정구역에 구가 없고, 읍면동만 있다